# Astragalus chamaesarathron
Astragalus chamaesarathron är en ärtväxtart som beskrevs av Karl Heinz Rechinger. Astragalus chamaesarathron ingår i släktet vedlar, och familjen ärtväxter. Inga underarter finns listade i Catalogue of Life.